# Bucks Corners
Bucks Corners az Amerikai Egyesült Államok Oregon államának Umatilla megyéjében, az Interstate 84 és a U.S. Route 30 közös szakasza közelében, az Oregon Route 207 mentén elhelyezkedő önkormányzat nélküli település.